# Дежёфи, Эмиль

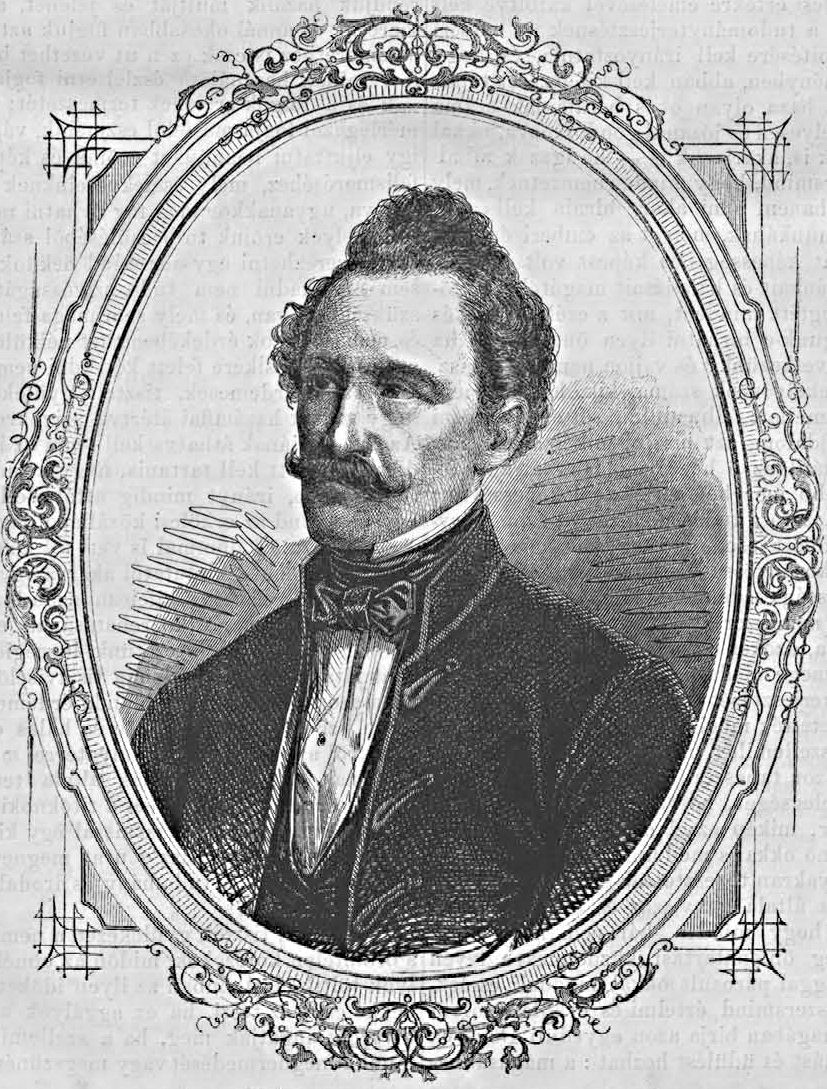

Граф Эмиль Дежёфи де Чернек и Тарко (венг. Emil Dessewffy;
24 февраля 1814, Прешов, Австрийская империя — 10 января 1866, Пожонь) — венгерский консервативный политик, лидер венгерской Консервативной партии, экономист, журналист, редактор, который с 1855 года до своей смерти занимал пост президента Венгерской академии наук (17 апреля 1855 — 10 января 1866).

## Биография
Третий сын графа Йожефа Дежёфи и графини Элеоноры Штарай. Образование получил в Кошице, куда переехали его родители.
Отлично владел латынью: в 13 лет перевёл Цицерона на венгерский язык; интересовался социальными науками и политологией. Дом его родителей часто посещали различные венгерские писатели и деятели общественной и политической жизни, что, естественно, повлияло на его дальнейшее обучение.
После окончания школы много путешествовал с целью расширения своего кругозора, посетил ряд европейских стран, пока, наконец, не поселился в поместье своего отца в Саболочском комитате.
С 1844 года редактировал газету «Новости Будапешта».
С 1855 по 1866 год — почётный член и президент Венгерской академии наук. В 1857 году стал членом комитета Венгерского экономического общества.
В 1861 году был избран в венгерский сейм.
Его женой была баронесса Паулина Векенхайм, у них было четверо детей (дочери Серафина, Бланка, Валерия и сын Аурел).